# Straßenbahn Grudziądz
| \| \| \| Tarpno \| \| \| \| Legionów / Poliklinika \| \| \| \| Legionów / Biblioteka \| \| \| \| Legionów / Szkoła \| \| \| \| Wybickiego / Solna \| \| \| \| Rynek Główny \| \| \| \| Straßenbahndepot \| \| \| \| Gleisdreieck \| \| \| \| Dworzec Kolejowy \| \| \| \| Dworcowa / Hallera \| \| \| \| Al. 23 Stycznia \| \| \| \| Al. 23 Stycznia \| \| \| \| Rów Hermana \| \| \| \| Chełmińska / Włodka \| \| \| \| Bahnstrecke 208 \| \| \| \| Chełmińska / Piaskowa \| \| \| \| Chełmińska / Bydgoska \| \| \| \| Chełmińska / Wiejska \| \| \| \| Chełmińska / Jackowskiego \| \| \| \| Chełmińska / Kraszewskiego \| \| \| \| Chełmińska / Zachodnia \| \| \| \| Chełmińska / Południowa \| \| \| \| → Mniszek (1978–1979) \| \| \| \| Wendeschleife Południowa \| \| \| \| Południowa \| \| \| \| Konstytucji 3 Maja \| \| \| \| Rządz \| |  |                            |                            |
| U-Bahn-Kopfbahnhof Streckenanfang |  | Tarpno                     | Tarpno                     |
| U-Bahn-Haltepunkt / Haltestelle |  | Legionów / Poliklinika     | Legionów / Poliklinika     |
| U-Bahn-Haltepunkt / Haltestelle |  | Legionów / Biblioteka      | Legionów / Biblioteka      |
| U-Bahn-Haltepunkt / Haltestelle |  | Legionów / Szkoła          | Legionów / Szkoła          |
| U-Bahn-Haltepunkt / Haltestelle |  | Wybickiego / Solna         | Wybickiego / Solna         |
| U-Bahn-Haltepunkt / Haltestelle |  | Rynek Główny               | Rynek Główny               |
| U-Bahn-Strecke · U-Bahn-Betriebs-/Güterbahnhof Streckenanfang und quer · Strecke von rechts (außer Betrieb) |  | Straßenbahndepot           | Straßenbahndepot           |
| U-Bahn-Strecke · Abzweig geradeaus, nach rechts und von rechts (Strecke außer Betrieb) |  | Gleisdreieck               | Gleisdreieck               |
| U-Bahn-Strecke · Bahnhof (Strecke außer Betrieb) |  | Dworzec Kolejowy           | Dworzec Kolejowy           |
| U-Bahn-Strecke · Haltepunkt / Haltestelle (Strecke außer Betrieb) |  | Dworcowa / Hallera         | Dworcowa / Hallera         |
| U-Bahn-Abzweig geradeaus, nach links und von links · Haltepunkt / Haltestelle quer (Strecke außer Betrieb) · Strecke nach rechts (außer Betrieb) |  | Al. 23 Stycznia            | Al. 23 Stycznia            |
| U-Bahn-Haltepunkt / Haltestelle |  | Al. 23 Stycznia            | Al. 23 Stycznia            |
| U-Bahn-Brücke über Wasserlauf |  | Rów Hermana                | Rów Hermana                |
| U-Bahn-Haltepunkt / Haltestelle |  | Chełmińska / Włodka        | Chełmińska / Włodka        |
| Strecke quer · U-Bahn-Kreuzung mit Eisenbahn geradeaus oben · Strecke quer |  | Bahnstrecke 208            | Bahnstrecke 208            |
| U-Bahn-Haltepunkt / Haltestelle |  | Chełmińska / Piaskowa      | Chełmińska / Piaskowa      |
| U-Bahn-Haltepunkt / Haltestelle |  | Chełmińska / Bydgoska      | Chełmińska / Bydgoska      |
| U-Bahn-Haltepunkt / Haltestelle |  | Chełmińska / Wiejska       | Chełmińska / Wiejska       |
| U-Bahn-Haltepunkt / Haltestelle |  | Chełmińska / Jackowskiego  | Chełmińska / Jackowskiego  |
| U-Bahn-Haltepunkt / Haltestelle |  | Chełmińska / Kraszewskiego | Chełmińska / Kraszewskiego |
| U-Bahn-Haltepunkt / Haltestelle |  | Chełmińska / Zachodnia     | Chełmińska / Zachodnia     |
| U-Bahn-Haltepunkt / Haltestelle |  | Chełmińska / Południowa    | Chełmińska / Południowa    |
| U-Bahn-Abzweig geradeaus und ehemals nach links · U-Bahn-Strecke quer (außer Betrieb) |  | → Mniszek (1978–1979)      | → Mniszek (1978–1979)      |
| |  | Wendeschleife Południowa   |                            |
| U-Bahn-Haltepunkt / Haltestelle |  | Południowa                 | Południowa                 |
| U-Bahn-Haltepunkt / Haltestelle |  | Konstytucji 3 Maja         | Konstytucji 3 Maja         |
| U-Bahn-Kopfbahnhof Streckenende |  | Rządz                      | Rządz                      |

Die Straßenbahn Grudziądz ist das Straßenbahnsystem der Stadt Grudziądz (deutsch Graudenz). Die Stadt hat etwa 95.000 Einwohner (Stand 2019) und liegt am Ufer der Weichsel, etwa 100 Kilometer südlich von Danzig. Sie besitzt mit ca. 9 Kilometern Streckenlänge das kleinste eigenständige Straßenbahnnetz Polens und bedient dabei 18 Haltestellen. Die Strecke verläuft zweigleisig, nur in der Altstadt ist sie auf rund 500 Metern eingleisig mit einer Ausweiche in Form einer weichenlosen Gleisverschlingung. Das Straßenbahnnetz wurde 1896 eröffnet.

## Geschichte
Die offizielle Eröffnung einer Pferdestraßenbahn im damaligen westpreußischen Graudenz fand am 13. Juni 1896 statt. Am 11. Mai 1899 wurde der elektrische Betrieb aufgenommen. Der Betrieb begann mit sechs Triebwagen, die ehemaligen Pferdebahnwagen waren zu Beiwagen umgebaut worden. 1911 wurde beschlossen, die Straßenbahnstrecke zu verlängern. Dafür wurde ein Budget von 150 000 Mark zur Verfügung gestellt. Danach wurde das Straßenbahnnetz schrittweise ausgebaut bis zum Beginn der deutschen Besatzung am 10. Mai 1939. Bis zum 23. Januar 1945 war die Straßenbahn in Betrieb, als sich die Ostfront im Zweiten Weltkrieg näherte. Nach einer sechswöchigen Schlacht in der Stadt war das Straßenbahnsystem schwer beschädigt und der Verkehr musste für etwa zehn Monate eingestellt werden. Nach dem Krieg erhielt die Stadt unter anderem Wagen aus Krakau, um den Betrieb wieder aufnehmen zu können. Die ersten Fahrzeuge, die nach dem Krieg produziert wurden, kamen 1955 nach Grudziądz. Am 21. Juli 1978 wurde die eingleisige, 1,9 km lange Strecke nach Mniszek eröffnet, die an der Haltestelle Chełmińska / Południowa an das bestehende Netz angebunden war. Sie wurde bereits ein Jahr nach der Eröffnung für den Betrieb wieder gesperrt, weil das auf unbefestigtem Untergrund instabil verlegte Gleis zu häufigen Entgleisungen führte. Der Betrieb nach Mniszek wurde nie wieder aufgenommen und der Streckenabschnitt wieder demontiert. 1980 wurde die Linie nach Tarpno eröffnet, wo ein neues Wohngebiet entstanden war. Am 7. Dezember 1996 wurde die Strecke im Süden von der bisherigen Endschleife Południowa um 1,8 km zur neuen Endschleife Rządz verlängert. Die Schleife Południowa blieb als Zwischenschleife erhalten, sie wird seit 1997 nicht mehr im Linienverkehr benötigt.
Am 5. September 1993 wurde die Halle des Betriebshofs durch einen Brand zerstört, wodurch viele Wagen beschädigt wurden. Der Betrieb musste für mehrere Tage eingestellt werden. Der wiederaufgebaute Betriebshof wurde am 4. August 1994 feierlich eingeweiht.
Am 1. Dezember 2005 wurde die Linie 1 eingestellt, die von Tarpno zum Bahnhof verkehrte. Sie wurde 2007 wieder in Betrieb genommen, aber schon am 13. August 2011 erneut eingestellt. Seitdem besteht das Straßenbahnnetz nur noch aus einer Linie. Die 1,4 Kilometer lange Zweigstrecke zum Hauptbahnhof bleibt als Zufahrt zum Betriebshof erhalten.
Am 11. März 2013 wurde die Strecke in der Ulica Chełmińska für Gleiserneuerungsarbeiten vorübergehend gesperrt, so dass der Abschnitt nach Rządz nicht mehr befahren werden konnte. Als Ersatz verkehrten Busse mit dem Linienkennzeichen AT2. Der Abschnitt nach Tarpno wurde von der wieder eingerichteten Linie 1 Tarpno ↔ Dworzec Kolejowy bedient. Die Linie 2 verkehrte während der Bauarbeiten nicht.
Während Gleiserneuerungsarbeiten in der Innenstadt war die Strecke auf dem nördlichen Streckenast nach Tarpno gesperrt, die Linie 2 blieb eingestellt. Vom 1. Oktober 2013 bis zum 31. Juli 2015 befuhr die Straßenbahn nur den südlichen Streckenabschnitt Rządz–Dworzec Kolejowy als Linie 3. Bei der Modernisierung wurden eingleisige Abschnitte zweigleisig ausgebaut und die Gleise in der Altstadt zur Lärmminderung in einer elastischen Bettung verlegt. Zur Verschleißminderung wurden die eingleisigen Abschnitte in der Altstadt nicht mehr mit Weichen, sondern als Gleisverschlingungen erneuert.
Nach Abschluss der Sanierungsarbeiten im nördlichen Streckenast wurde zum 1. August 2015 der Zustand des Jahres 2013 wiederhergestellt und der durchgehende Betrieb zwischen Tarpno und Rządz als Linie 2 wieder aufgenommen. Der Linienverkehr zum Bahnhof wurde zum selben Zeitpunkt wieder eingestellt. Auf dem Liniennetzplan der MZK Grudziądz sind heute zwar immer noch die Linien 1 (Bahnhof – Tarpno) und 3 (Bahnhof - Rządz) eingezeichnet, jedoch mit dem Vermerk Ersatzlinie, verkehrt nur bei dauerhaften Störungen. Die notwendigen Ein- und Ausrückfahrten der Linie 2 von und zum Bahnhof bzw. Betriebshof sind in deren Fahrplänen eingearbeitet.

## Betrieb
| Linie | Strecke |
| ----- | --- |
|       | Tarpno ↔ Rządz Legionów – Wybickiego – Stara – Miłośników Astronomii – Długa – Rynek – Szewska – Klasztorna – Al. 23 Stycznia – Toruńska – Chełmińska – Południowa – Konstytucji 3 Maja |

Die Linie 2 verkehrt zwischen 4 Uhr und 22:30 Uhr. Montags bis freitags fährt die Linie bis ca. 18:30 Uhr im 10-Minuten-Takt, samstags bis ca. 18:30 Uhr alle 15 Minuten. Sonn- und feiertags sowie täglich nach 18:30 Uhr bis zum Betriebsschluss wird ein 20-Minuten-Takt angeboten.

## Fahrzeuge
Bis zum Jahr 1980 bestand der Wagenpark der Straßenbahn Grudziądz ausschließlich aus zweiachsigen Trieb- und Beiwagen. Als einziger Zweiachser ist der Wagen 36 vom Typ Konstal 2N2 heute noch als Arbeitswagen betriebsfähig vorhanden.

### Konstal 805Na / 805Nb
Die Straßenbahn in Grudziądz bekam den ersten Triebwagen des Typs Konstal 805Na im Jahr 1980. Insgesamt wurden 26 Wagen beschafft; beim Betriebshofbrand im Jahr 1993 wurden zehn dieser Wagen komplett zerstört, ein weiterer zerstörter Wagen wurde wieder aufgebaut. Zwei 805Na zählen noch zum Einsatzbestand (Nr. 38 und 46). Nach dem Betriebshofbrand wurden als Ersatz für die zerstörten Fahrzeuge sechs Wagen des Nachfolgetyps Konstal 805Nb beschafft.  Obwohl diese Wagen von Konstal als Neufahrzeuge verkauft wurden, stellte sich später heraus, dass es sich um ehemals normalspurige 105Nb handelt, die zuvor in Warschau im Einsatz gewesen waren, aber wegen Mängeln an Konstal zurückgegeben, aufgearbeitet und mit meterspurigen Drehgestellen versehen worden waren. Die 805Nb sind gegenwärtig noch alle einsatzfähig vorhanden (Nr. 63–68). Sowohl die 805Na als auch die 805Nb wurden im Laufe der Jahre geringfügig modernisiert (Sitze, Zielanzeigen, Ansagegeräte). Auf der Linie 1 wurden die Konstal-Vierachser in der Regel solo eingesetzt; diese Betriebsform endete mit Einstellung der Linie 1. Heute erfolgt der Einsatz fast ausschließlich in Doppeltraktion.

### Konstal 805Na-MM
Sechs Wagen des Typs 805Na wurden 2010 von einem Konsortium aus ZNTK Mińsk Mazowiecki und Pesa Bydgoszcz umfassend modernisiert und mit veränderten Front- und Heckpartien sowie einer neuen Fahrzeugsteuerung ausgerüstet. Dafür ausgewählt wurden die Wagen Nr. 37, 41, 43, 55, 58 und 59. Nachdem sich der Wagenkasten des Wagens 43 als zum Umbau ungeeignet herausgestellt hatte, wurde zusätzlich der Wagen 47 für diese Maßnahme verwendet. Nach dem Umbau wird der Wagentyp nunmehr als 805Na-MM bezeichnet und unter den neuen Betriebsnummern 89–94, in der Regel ebenfalls in Doppeltraktion, eingesetzt. Bei zwei dieser Wagen (Nr. 90 und 92) wurde nur ein Behelfsführerstand eingebaut, sodass sie im Linienbetrieb nur noch als geführte Fahrzeuge in Doppeltraktionen eingesetzt werden können. Diese Unterbauart wird als 805Na-MMd bezeichnet.

### Duewag GT6
Die ersten gebrauchten Straßenbahnen aus Deutschland kamen 1997 nach Grudziądz. Acht Duewag GT6 wurden zwischen 1997 und 2000 beschafft. Zwei der Wagen kamen aus Mannheim (Nr. 71 und 72), die restlichen sechs sind ursprüngliche Hagener Wagen, die nach der Stilllegung des dortigen Netzes zwischenzeitlich in Würzburg im Einsatz waren (Nr. 73–78). Wagen 73 wurde bereits 2002 als Ersatzteilspender benutzt und nach acht Jahren Abstellzeit 2010 verschrottet; Wagen 76 wurde nach einem Unfall mit Wagen 46 im Juni 2010 nicht wieder aufgebaut. Die übrigen Fahrzeuge blieben bis zum Jahr 2010 in Betrieb und wurden anschließend an die Straßenbahn Łódź weiterverkauft. Sie verließen Grudziądz in den letzten vier Monaten des Jahres 2010.

### Duewag GT8
Als Ersatz für die GT6 wurden im Jahr 2010 zehn Duewag GT8 gebraucht aus Krefeld übernommen und unter den Nummern 79–88 eingesetzt. Wie auch bei den Wagen der Baureihe 805Na/805Nb wurden in den Jahren 2014 und 2015 im Zuge der Modernisierung alle GT8 mit Richtungsanzeigern und Sprachansage der Haltestellen ausgestattet. Wagen 85 wurde im Jahr 2016 durch einen Brand schwer beschädigt und anschließend verschrottet. Am 23. Januar 2021 hatte Nr. 86 einen Unfall an der Kreuzung Rapackie/Piłsudskiego, wurde abgestellt und später nach Lubicz Górny verkauft. Im Jahr 2022 mussten die Wagen 81 und 83 aufgrund verschlissener Kupplungen stillgelegt werden.

### Moderus Beta MF 28 AC
Mit der neuen finanziellen Vorausschau der Europäischen Union für 2014–2020 plante die Stadt die Anschaffung neuer Niederflurwagen, wenn die Höhe der Fördermittel und die Höhe des städtischen Beitrags zu diesem Projekt zufriedenstellend sind. Im November 2019 wurde die erste Ausschreibung für die Lieferung von vier teilweise niederflurigen Straßenbahnwagen und einem Kran bekannt gegeben. Nur Modertrans Poznań gab ein Angebot in Höhe von 25,3 Mio. PLN ab. Der von der Stadt reservierte Betrag betrug 22,1 Mio. PLN und daher wurde die Ausschreibung für ungültig erklärt. Auf die zweite Ausschreibung Februar 2020 meldete sich erneut Modertrans mit einem geringeren Betrag in Höhe von 22,774 Mio. PLN. Wieder wurde die Ausschreibung annulliert. Im Dezember 2020 wurde zum dritten Mal neue Straßenbahnen ausgeschrieben, Modertrans bot im Wert von 23,30 Mio. PLN an. Jetzt entschied sich die Stadt jedoch, die Ausschreibung nicht zu stornieren, sondern den fehlenden Betrag hinzuzufügen und die Fahrzeuge des Typs Moderus Beta MF 28 AC zu kaufen. So wurde am 24. Februar 2021 der Zuschlag erteilt. Eine der Vertragsbedingungen war die Lieferung des ersten Wagens innerhalb von höchstens einem Jahr, was jedoch nicht erfüllt wurde. Erst am 9. Mai 2022 traf die erste Einheit in Łódź ein, um dort die Betriebsgenehmigung zu erhalten. Am 31. Mai 2022 traf der Wagen dann in Grudziądz ein, die weiteren Straßenbahnen wurden im Jahresverlauf ausgeliefert und in Dienst gestellt. Am 25. Juni 2024 wurde eine Ausschreibung für 3 Neufahrzeuge mit einer Lieferung bis Oktober 2026 eröffnet. Das einzige Angebot wurde von Modertrans in Höhe von 35,854 Mio. PLN eingereicht, das MZK-Budget war jedoch kleiner und belief sich auf 32,981 Mio. PLN. Bei der folgenden Neuausschreibung hielt Modertrans das Budget ein, so dass am 7. September 2024 der Vertrag zur Lieferung weiterer Moderus Beta geschlossen wurde. Die Auslieferung soll (Stand Oktober 2024) bis Ende Oktober 2026 erfolgen.

### Bildergalerie

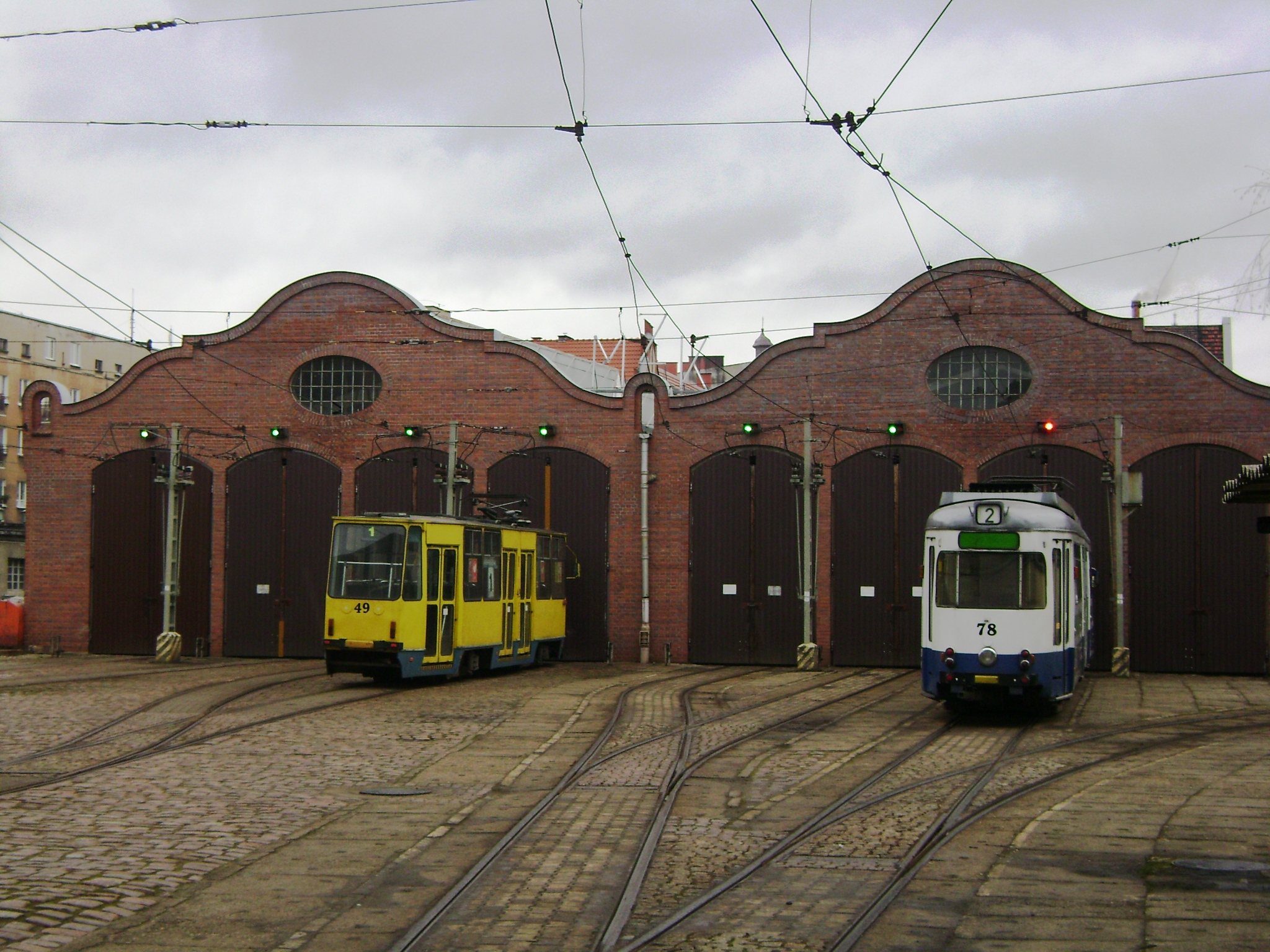
Wagenhalle des Betriebshofs im Jahr 2008
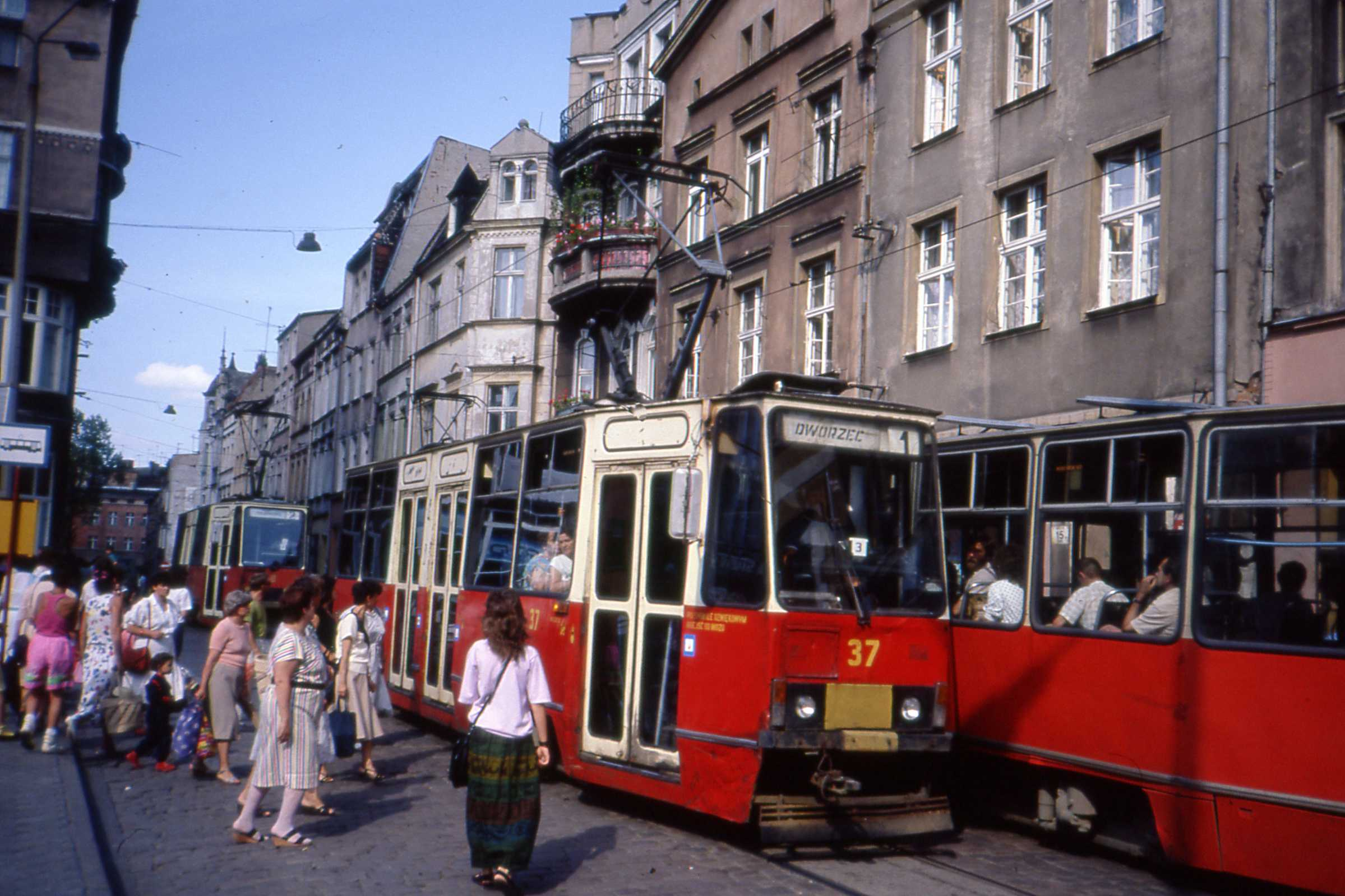
Unmodernisierte Konstal 805Na in der ulica Toruńska im Stadtzentrum 1990
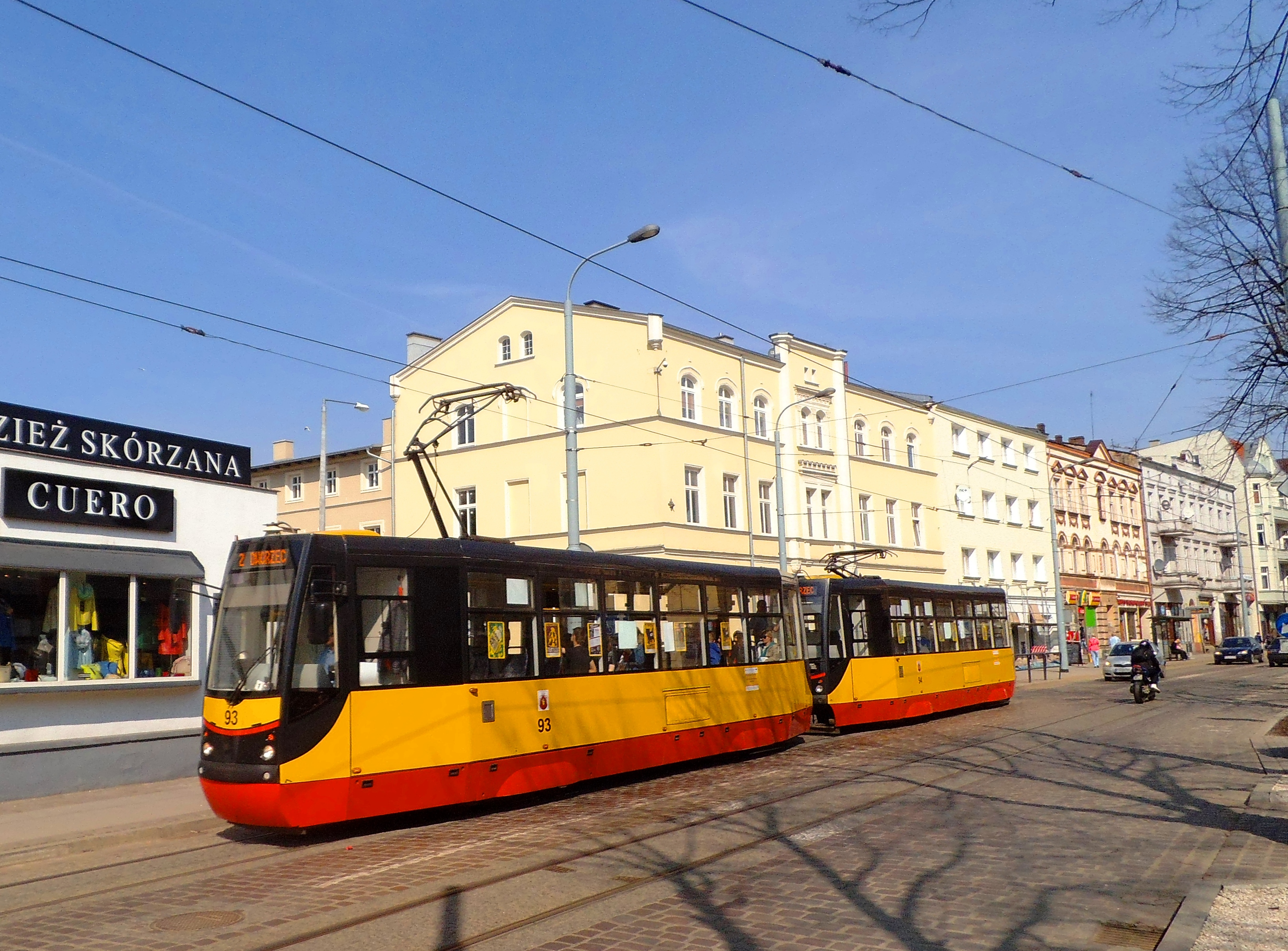
Modernisierte Konstal 805Na-MM in Doppeltraktion in der ulica Wybickiego 2017
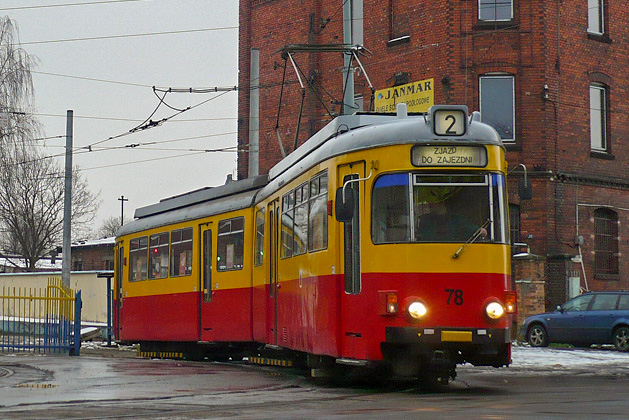
Duewag GT6 ex Würzburg am Depot 2008, seit 2010 in Łódź
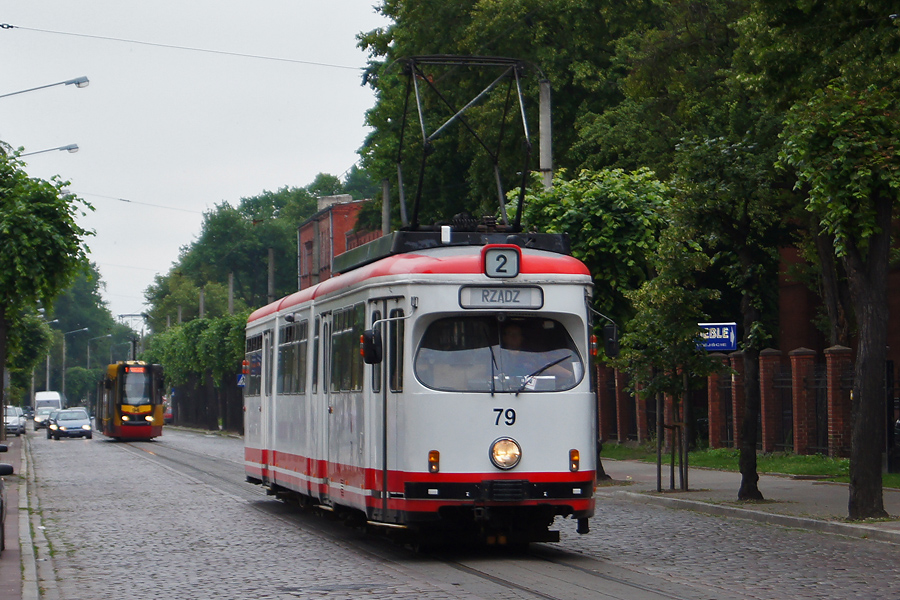
Duewag GT8 ex Krefeld im eingleisigen Abschnitt auf der ulica Legionów, 2011
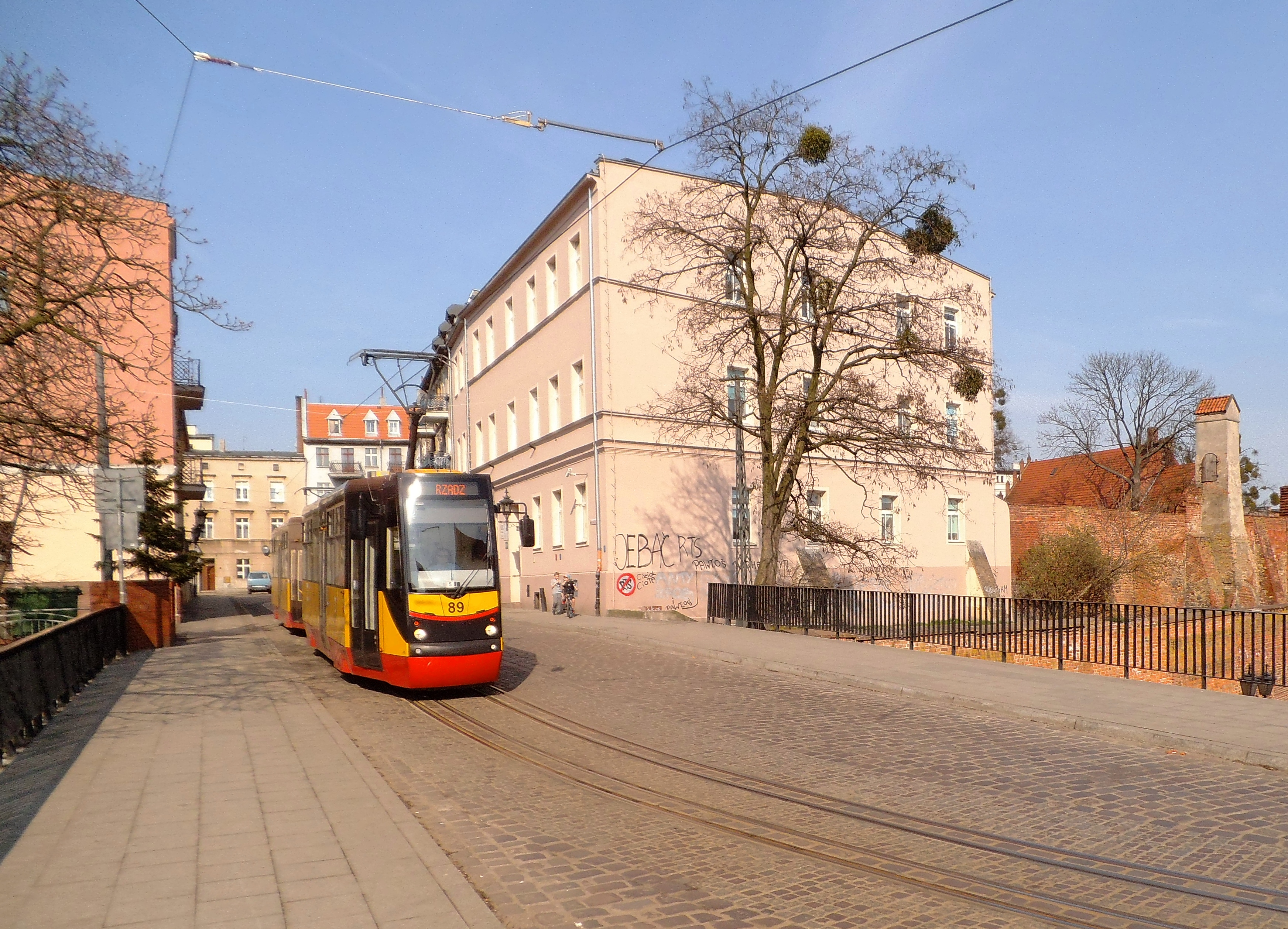
Gleiskörper in der ulica Klasztorna mit Gleisverschlingung nach der Modernisierung, 2017